# ريتشارد أولسون
ريتشارد أولسون هو سياسي أمريكي، ولد في 3 أغسطس 1929 في أورورا في الولايات المتحدة، وتوفي في 5 أغسطس 2014 في ديدهام في الولايات المتحدة. نشط حزبياً في الحزب الجمهوري.